# ウィッチ ヴィレッジ ストーリー
『ウィッチ ヴィレッジ ストーリー』(The Witch Village Story)は、2005年に放送されたベストフィールド作の短編アニメ作品である。5分という短い作品のため、番組表には記載されていない。
コロムビアミュージックエンタテインメントからDVDが発売されている。

## サブタイトル
1. 黄色いエンブレム 前編
2. 黄色いエンブレム 後編
3. 2月のクリスマス前編
4. 2月のクリスマス後編
5. 恋するミネラルウォーター前編
6. 恋するミネラルウォーター後編
7. ペットがキューピット!?前編
8. ペットがキューピット!?後編
9. ピザセットで恋のリセット!?前編
10. ピザセットで恋のリセット!?後編
11. 気弱なマジシャン前編
12. 気弱なマジシャン後編
13. 街はウォーターパニック前編
14. 街はウォーターパニック後編
15. 7人の狂想曲前編
16. 7人の狂想曲後編
17. 傷心のサンセットビーチ前編
18. 傷心のサンセットビーチ後編
19. カフェラテがくれた決意前編
20. カフェラテがくれた決意後編
21. 夏の夜の夢!? 前編
22. 夏の夜の夢!? 後編
23. エアポートの7人 前編
24. エアポートの7人 後編

## 放送局
| 放送地域 | 放送局             | 放送期間               | 放送日時                | 放送区分  | 備考             |
| -------- | ------------------ | ---------------------- | ----------------------- | --------- | ---------------- |
| 埼玉県   | テレ玉             | 2005年1月9日 - 6月19日 | 日曜 22:25 - 22:30      | 独立UHF局 |                  |
| 神奈川県 | tvk                | 2005年                 | 月曜 18:25 - 18:30      | 独立UHF局 |                  |
| 日本全域 | キッズステーション | 2005年2月7日 - 3月12日 | 月 - 金曜 23:41 - 23:45 | CS放送    | リピート放送あり |
| 日本全域 | AT-X               | 2006年7月31日 - 9月2日 | 月 - 金曜 19:55 - 20:00 | CS放送    | リピート放送あり |